# HMS Resolution (09)
La HMS Resolution (Pennant number 09), sedicesima nave da guerra della Royal Navy britannica a portare questo nome, è stata una nave da battaglia Classe Revenge. Venne impostata nei cantieri Palmers Shipbuilding and Iron Company di Jarrow il 29 novembre 1913, varata il 14 gennaio 1915 ed entrò in servizio il 30 dicembre del 1916.

## Servizio
Tra il 1916 ed il 1919 servì nel Primo Squadrone da battaglia della Grand Fleet. Tra le due guerre servì invece nell'Atlantic Fleet ad eccezione di un breve periodo tra il 1930 ed il 1931 durante il quale venne sottoposta ad un raddobbo.

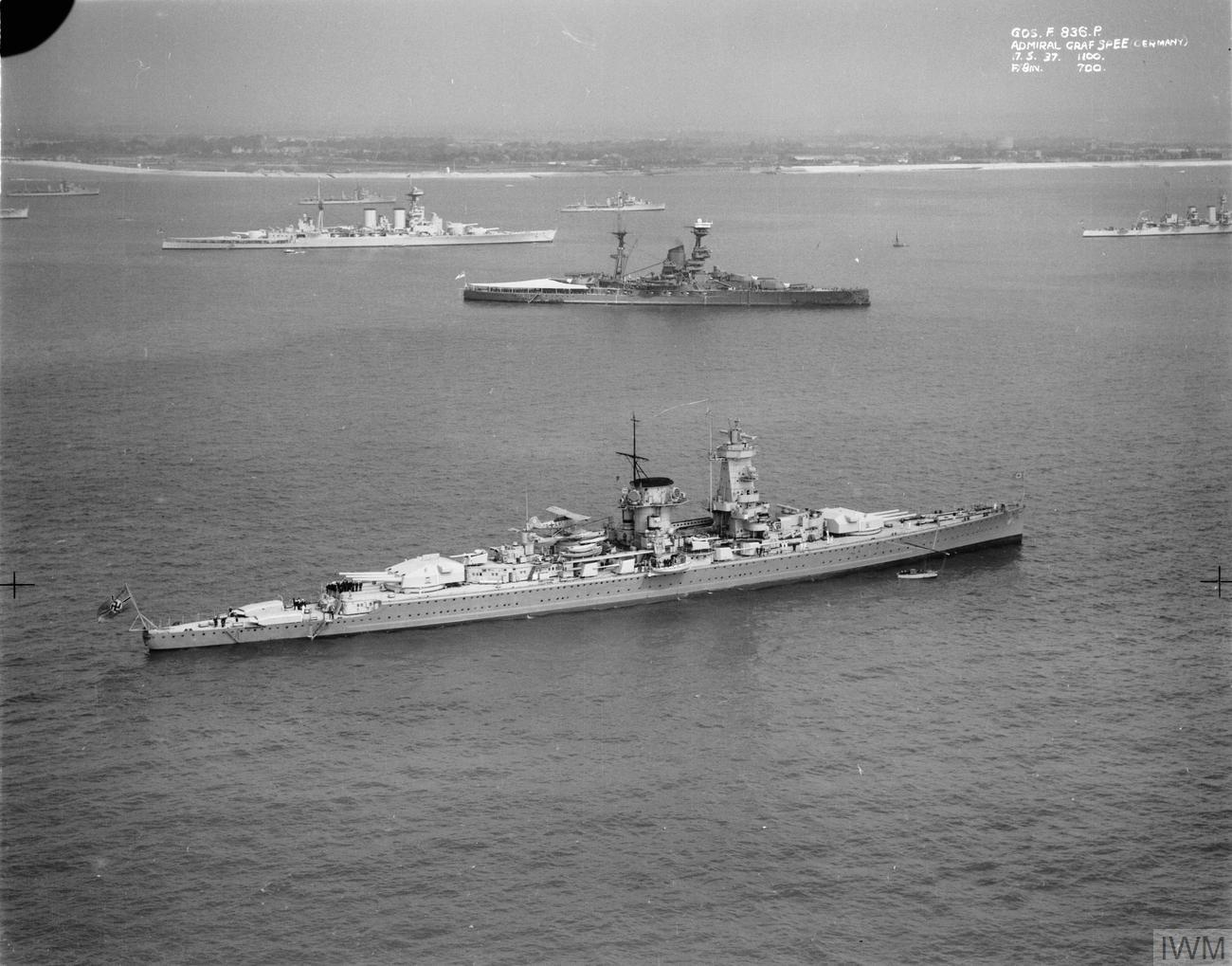
La HMS Resolution nel 1937 tra l'incrociatore da battaglia britannico HMS Hood e la corazzata tascabile tedesca Admiral Graf Spee

Allo scoppio della seconda guerra mondiale, nel settembre 1939, la Resolution era parte della Home Fleet, venendo quindi assegnata alla neonata Channel Force, impiegata nella protezione del Canale della Manica e delle navi impegnate nel trasporto della British Expeditionary Force in Francia. Il 5 ottobre venne trasferita a Halifax insieme alla Revenge. Le due unità vennero utilizzate per trasferire in Canada parte della riserva aurea britannica, imbarcando 148 casse di lingotti d'oro ciascuna. Giunte a destinazione in 16 ottobre, le unità vennero scaricate e assegnate alla Halifax Escort Force, di cui la Resolution divenne l'ammiraglia partecipando quindi a diverse missioni di scorta a convogli nell'Atlantico. Nel febbraio 1940 venne richiamata a Devonport per essere sottoposta a lavori di ammodernamento che durarono fino agli inizi di aprile.
Tornata in servizio, venne impiegata durante la campagna Norvegese, bombardando le posizioni tedesche nell'area di Narvik. Il 16 maggio 1940, mentre si trovava presso Tjeldsundet venne colpita da una bomba da una tonnellata lanciata da uno Ju88. Un marinaio rimase ucciso e i danni vennero riparati dall'equipaggio senza bisogno di richiamare l'unità dalla zona di operazioni. Tre giorni dopo tornò quindi a Scapa Flow vista la sua vulnerabilità agli attacchi aerei. Nel giugno successivo venne trasferita a Gibilterra presso la neocostituita Forza H, al comando del Vice Ammiraglio James Somerville, schierata nel Mediterraneo per contrastare la minaccia della flotta italiana. Il 3 luglio seguente prese parte alla distruzione della flotta francese a Mers-el-Kébir, conseguenza della resa francese alla Germania nazista. Nelle settimane successive venne impiegata con compiti di scorta ai convogli diretti e provenienti da Malta.

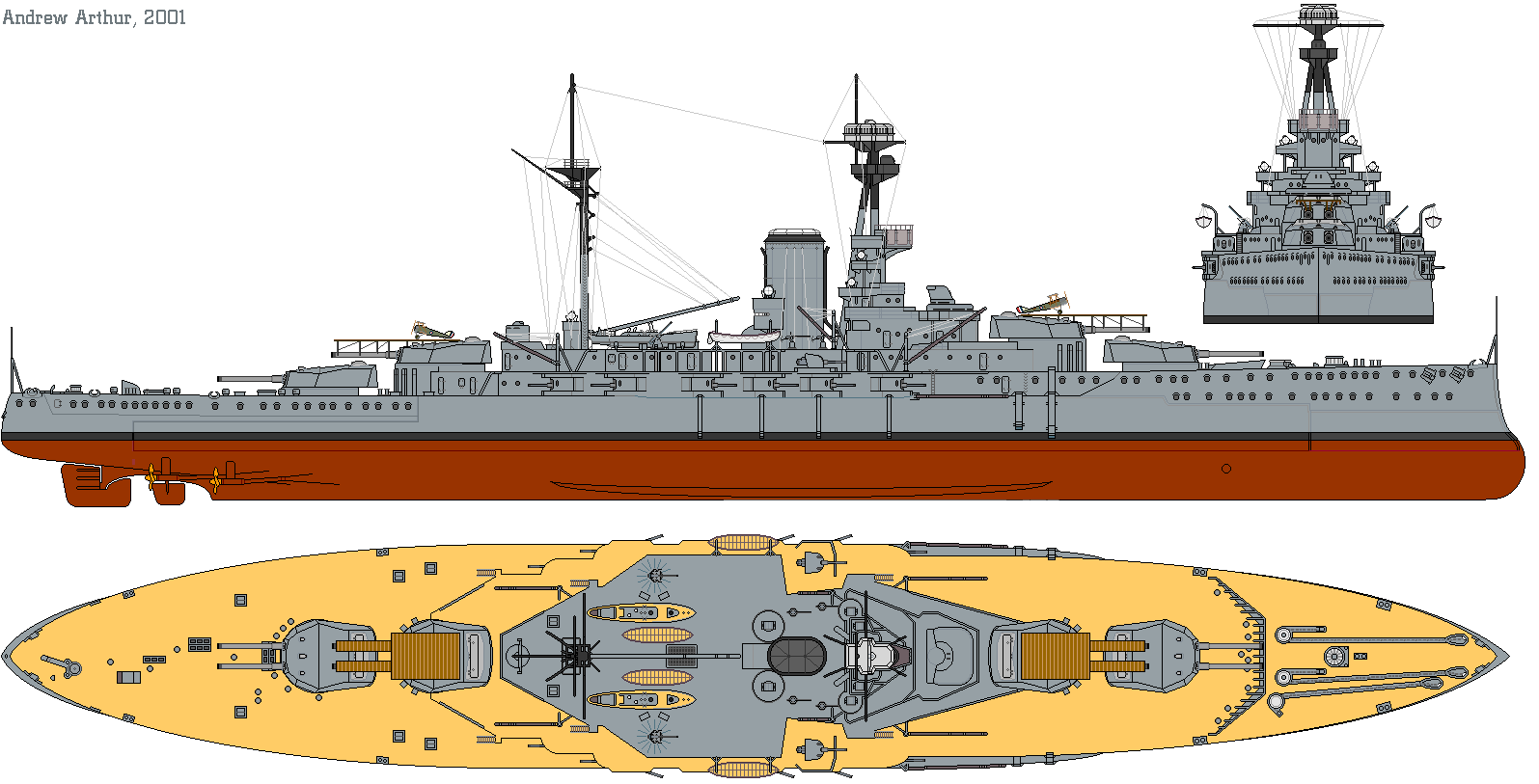
Prospetto delle navi Classe Revenge

Nel settembre 1940 venne trasferita presso la Forza M di base a Freetown, in Sierra Leone, partecipando quindi al Bombardamento di Dakar il 24 settembre. Il giorno successivo venne colpita da un siluro lanciato dal sottomarino francese Bévéziers e gravemente danneggiata.
In seguito a riparazioni avvenute negli Stati Uniti la Resolution partì nel febbraio 1942 per Colombo e servì nell'Oceano Indiano fino al 1943 Tornò in patria nel settembre di quest'anno e nel 1944 divenne una nave addestramento. Venne venduta il 5 maggio 1948 e venne demolita a Faslane.
Il futuro Primo Lord del Mare John Cunningham servì sulla Resolution come Aiutante di Bandiera dell'Ammiraglio Sir William Fisher, Comandante in Capo della Mediterranean Fleet.